# Otto Schubiger
Otto Schubiger (né le 6 janvier 1925 à Zurich et mort le 28 janvier 2019 à Baden) est un joueur professionnel suisse de hockey sur glace.

## Carrière
Otto Schubiger fait toute sa carrière au Grasshopper Zurich. Il est champion de Suisse en 1949, en dépit d'une fracture de la clavicule. En 1947, après sa blessure au championnat du monde, le club parvient à ne pas être relégué. Otto Schubiger représente un joueur au comportement sérieux.
Otto Schubiger participe aux Jeux olympiques de 1948 où l'équipe de Suisse à domicile prend la médaille de bronze. Il est également présent aux Jeux olympiques de 1952. Il obtient également la médaille de bronze au championnat du monde 1953 et d'Europe 1947, 1949 et 1953.
Il pratique également le sport à haut niveau l'été puisqu'il est international en handball à onze.